# Кивачівська дача
Кива́чівська да́ча — ландшафтний заказник місцевого значення.
Розташований на околицях с. Кивачівка Гайсинського району Вінницької області. Оголошений відповідно до рішення Рішення 25 сесії Вінницької облради 5 скликання від 29.07.2009 р. № 834. Охороняється ділянка ландшафту, утвореного різноманітними хвойними та дубовими насадженнями зі значною участю дуба червоного, ясена та клена у деревостані.